# Reinwardtipicus validus
A Reinwardtipicus validus a madarak (Aves) osztályának harkályalakúak (Piciformes) rendjébe, ezen belül a harkályfélék (Picidae) családjába tartozó faj.

## Rendszertani besorolása
Ezt a harkályt újabban önálló fajként tartják számon, és a Reinwardtipicus monotipikus nembe helyezik. Egyes ornitológusok, azonban még mindig a Chrysocolaptes nevű madárnem részeként kezelik.

## Előfordulása
A Reinwardtipicus validus előfordulási területei a következő országokban és régiókban található meg: Dél-Thaiföld, a Maláj-félsziget, Malajzia Sarawak és Sabah államai, Brunei, Szumátra és Jáva.

## Alfajai
- Reinwardtipicus validus validus
- Reinwardtipicus validus xanthopygius

## Fordítás
- Ez a szócikk részben vagy egészben  az   Orange-backed woodpecker című angol Wikipédia-szócikk ezen változatának fordításán alapul.  Az eredeti cikk szerkesztőit annak laptörténete sorolja fel. Ez a jelzés csupán a megfogalmazás eredetét és a szerzői jogokat jelzi, nem szolgál a cikkben szereplő információk forrásmegjelöléseként.